# Zbigniew Gut
Zbigniew Gut (17. dubna 1949, Wymiarki – 27. března 2010, Saint-Jean-de-Maurienne) byl polský fotbalista, obránce. Fotbalovou kariéru končil ve Francii, kde se usadil a kde i zemřel.

## Fotbalová kariéra
Hrál v polské nejvyšší soutěži za Odru Opole a Lech Poznań a ve Francii v nižších soutěžích za Paris FC, Stade Français Paris, Red Star FC a CA Maurienne Football. V Poháru UEFA nastoupil ve 2 utkáních. Za polskou reprezentaci nastoupil v letech 1972–1974 v 11 utkáních, ve 2 utkáních nastoupil na Mistrovství světa ve fotbale 1974, kde Polsko získalo bronzové medaile za 3. místo. V roce 1972 byl členem vítězného polského týmu na olympiádě 1972, nastoupil ve 4 utkáních.

## Ligová bilance
| Ročník              | Zápasy | Góly | Klub        |
| ------------------- | ------ | ---- | ----------- |
| Ekstraklasa 1968/69 | 3      | 0    | Odra Opole  |
| Ekstraklasa 1969/70 | 7      | 0    | Odra Opole  |
| Ekstraklasa 1971/72 | 19     | 1    | Odra Opole  |
| Ekstraklasa 1972/73 | 22     | 0    | Odra Opole  |
| Ekstraklasa 1973/74 | 20     | 0    | Odra Opole  |
| Ekstraklasa 1974/75 | 20     | 0    | Lech Poznań |
| Ekstraklasa 1975/76 | 19     | 0    | Lech Poznań |
| Ekstraklasa 1976/77 | 18     | 0    | Lech Poznań |
| Ekstraklasa 1977/78 | 11     | 0    | Lech Poznań |
| Ekstraklasa 1978/79 | 20     | 0    | Lech Poznań |
| CELKEM Ekstraklasa  | 159    | 1    |             |